# Газипур (округ)
Газипур (бенг. গাজীপুর জেলা, англ. Gazipur District) — округ в центральной части Бангладеш, в области Дакка. Образован в 1984 году. Административный центр — город Газипур. Площадь округа — 1742 км². По данным переписи 2001 года население округа составляло 2 026 244 человека. Уровень грамотности взрослого населения составлял 36,25 %, что немного ниже среднего уровня по Бангладеш (43,1 %). 91,9 % населения округа исповедовало ислам, 7,5 % — индуизм.

## Административно-территориальное деление
Округ состоит из следующих подокругов.
Подокруга (центр)
1. Газипур-Садар (Газипур)
2. Капасия (Капасия)
3. Калиакайр (Калиакайр)
4. Калигандж (Калигандж)
5. Шрипур (Шрипур)